# Вјолето (Бјела)
Вјолето је насеље у Италији у округу Бијела, региону Пијемонт.
Према процени из 2011. у насељу је живело 34 становника. Насеље се налази на надморској висини од 467 м.